# NGC 3593
NGC 3593 је лентикуларна галаксија у сазвежђу Лав која се налази на NGC листи објеката дубоког неба.
Деклинација објекта је + 12° 49' 6" а ректасцензија 11h 14m 37,0s. Привидна величина (магнитуда) објекта NGC 3593 износи 11,0 а фотографска магнитуда 11,9. Налази се на удаљености од 5,5000 милиона парсека од Сунца. NGC 3593 је још познат и под ознакама UGC 6272, MCG 2-29-14, CGCG 67-40, IRAS 11119+1305, PGC 34257.